# Відьмак: гра уяви
«Відьмак: Гра уяви за Анджеєм Сапковським» (пол. Wiedźmin: Gra wyobraźni według Andrzeja Sapkowskiego) — рольова гра, видана у 2001 році видавництвом Mag, заснована на сазі про Відьмака та оповіданнях Анджея Сапковського.

## Опис
Основна інструкція до гри була опублікована в 2001 році, але до цього вийшла «Відьмак: Гра уяви — базова версія» (Wiedźmin: Gra wyobraźni — Wersja podstawowa). Вона містила скорочені правила ігрової механіки, магії, бою та скорочену версію опису світу і бестіарію. Також містила готову пригоду для початку гри. Цей посібник був орієнтований, зокрема, на людей, які тільки починають знайомство з рольовими іграми, і призначався як своєрідна реклама основного посібника.
За задумом авторів, «Відьмак» має бути грою, більш близькою до ідеї ігор-розповідей, аніж ігор, що зосереджуються на механіці. Саме тому був придуманий термін «гра уяви», який з'являється в назві — щоб відрізнити «Відьмака» від інших рольових ігор. Крім того, термін «оповідач», який використовується для опису ігрового майстра, має на меті вказати, що в основі гри лежить розповідь історії.
Основний посібник до гри чорно-білий, має 256 сторінок, а деякі ілюстрації є зображеннями з фільму та телесеріалу «Відьмак». Крім того, кольорові кадри з фільму та мапа ігрового світу формату А4 включені як вставки.
Приблизно в 2003 році були зроблені спроби підготувати друге видання гри, але вони не привели до друкованих публікацій, хоча деякий час вони були доступні в Інтернеті.

## Механіка
Механіка гри базується на тестах, проведених за допомогою кубика d6. Кожен персонаж описується низкою атрибутів і пов'язаних з ними навичок, які знаходяться в діапазоні від 1 до 5. Щоб перевірити, чи успішно виконано завдання, гравець кидає стільки кубиків, наскільки висока риса, потім підраховує кількість успіхів (тобто кубиків, які випадають на 4, 5 або 6) і порівнює їх зі складністю завдання. Кількість балів, набраних у певній навичці, своєю чергою, зменшує складність тесту. Один з кубиків у кожному тесті вважається так званим «кубиком долі». Якщо він випадає на 1, гравцеві загрожує негайний провал випробування, якщо на 6 — випробування одразу ж вважається успішним.

## Світ
Дія гри розгортається у фентезійному світі, створеному на сторінках роману Анджея Сапковського. Гравець може взяти на себе роль будь-якого персонажа, обраного з наявних у світі рас (людина, ельф, гном, халфлінг, відьмак; інші раси з'явилися в доповненнях).

## Додатки
Видавництво Mag випустило два додатки до «Відьмака»: «Час презирства: Війни проти Нільфгаарду» (Czas pogardy: Wojny z Nilfgaardem, з описом Нільфгаардської імперії; містить нові правила та пригоду «Полум'я над Цінтрою» (Łuna nad Cintrą)) та кампанію «Меч Долі: Поразка долі» (Miecz przeznaczenia: Pokonać fatum) Джоанни та Мацея Шаньєць.
Також було опубліковано три номери 32-сторінкового журналу Biały Wilk, які, по суті, були додатками до гри:
- «Все про дріад» (Wszystko o driadach) — зосереджено на дріадах, що живуть у Брокілоні; зокрема, містить правила створення персонажів-дріад, розширені правила використання луків (так звані маневри), вводить новий вид магії — магію дерев — і включає пригодницьку гру «Вовки з Брокілону» (Wilki Brokilonu).
- «Таємниці Новіграда» (Tajemnice Novigradu) — описує місто Новіград; містить, між іншим, історію міста, опис найважливіших місць і постатей, карту.
- «На секретній службі їх величностей» (W tajnej służbie ich królewskich mości) — акцентує увагу на персонажах шпигунів; описує політичне становище країн світу та їхніх спецслужб. Наприкінці — пригода «Шпигун, якого не було» (Szpieg, którego nie było).

## Сприйняття гри
Гра була зустрінута неоднозначно або переважно позитивно, але спочатку мала комерційний успіх для видавця, завдяки популярності фільму та серіалу «Відьмак». Однак негативне сприйняття цих двох кінематографічних робіт згодом негативно вплинуло на сприйняття та популярність гри.